# باشگاه فوتبال مقاولون عرب
باشگاه فوتبال مقاولون عرب (عربی: نادي المقاولون العرب الرياضي) یک تیم فوتبال مصری است که در لیگ برتر فوتبال مصر بازی می‌کند. این باشگاه در سال ۱۹۷۳ توسط تاجر مصری، عثمان احمد عثمان تأسیس شد. این تیم باعث پرورش بازیکنان بزرگی مثل محمد صلاح است.